# Військова наука
Військо́ва нау́ка — система знань про характер, закони війни, підготовку збройних сил й країни в цілому до війни та про способи її ведення.
Військова наука разом з іншими науками вивчає війну як складне соціально-політичне явище. Дані військової науки використовуються при розробці воєнної доктрини держави.

## Зміст поняття
Воєнна наука - це система знань про характер, закони війни, підготовки Збройних Сил до війни і способах її ведення. На основі цього визначення зароджувалася і розвивалася військова наука. Однієї з основних частин воєнної науки є теорія воєнного мистецтва, що охоплює питання підготовки Збройних Сил і ведення ними бойових дій.
Теорія воєнного мистецтва складається:
- стратегії;
- оперативного мистецтва;
-тактики.

## Складові ВН
Найважливішими складовими військової науки є: теорія військового мистецтва, теорія військового будівництва, теорія військового навчання й виховання, теорія військової економіки й тилу.

### Теорія військового мистецтва
Теорія військового мистецтва включає теорію стратегії, оперативного мистецтва й тактики. Теорія стратегії, являючись вищою галуззю військового мистецтва, розробляє теоретичні основи планування, військового прогнозування, підготовки та ведення війни й стратегічних операцій.
Теорія оперативного мистецтва розробляє принципи й способи підготовки й ведення спільних і самостійних операцій і бойових дій оперативних об'єднань видів Збройних сил.
Теорія тактики займається питаннями підготовки й ведення бою з'єднаннями, частинами й підрозділами.
Складовою частиною стратегії, оперативного мистецтва й тактики є теорія управління, що розробляє способи керівництва Збройними силами й управління військами (силами).

### Теорія військового будівництва
Теорія військового будівництва розкриває питання складу організаційної структури збройних сил у мирний і воєнний час, системи їх відмобілізування, комплектування й розгортання, підготовки резервів, організації військової служби й інші питання.

### Теорія військового навчання й виховання
Теорія військового навчання й виховання розробляє форми й методи підготовки захисників своєї Батьківщини.
Військове навчання в різних країнах та історичних періодах має свої особливості та відмінні ознаки. Для підготовки фахівців під час Другої Світової війни застосовувалась п'ятирівнева система, яка передбачала навчання в залежності від складності виконуваних завдань.

### Теорія військової економіки й тилу
Теорія військової економіки й тилу досліджує питання накопичення й використання матеріальних засобів для оборони країни й забезпечення діяльності збройних сил, ефективне функціонування військової медицини, як у мирний так і у воєнний час.